# Boss Rally
Boss Rally es un videojuego de carreras de 1999 desarrollado por Boss Game Studios y publicado por SouthPeak Interactive para Microsoft Windows. Es esencialmente un port del juego Top Gear Rally de Nintendo 64, con características adicionales como más autos y pistas y un modo multijugador que admite hasta ocho jugadores.

## Jugabilidad
Boss Rally es un juego de carreras que consta de cuatro modos de juego: Campeonato, Contrarreloj, Carrera rápida y un modo multijugador. En Campeonato, un solo jugador debe progresar a través de una serie de temporadas, y cada temporada requiere que el jugador compita contra oponentes que controlan la computadora en múltiples pistas. Los puntos se otorgan en función de la posición en la que el jugador finaliza una carrera, y si no se alcanza la cantidad requerida, el jugador no se clasificará para la próxima temporada. A medida que el jugador avanza en el modo Campeonato, se desbloquean nuevos coches y pistas. El juego cuenta con un total de seis pistas y 16 coches.
Contrarreloj y Carrera rápida son desafíos de una sola carrera en los que el jugador debe competir contra su mejor tiempo y un oponente controlado por computadora, respectivamente. El modo multijugador admite las opciones LAN o módem nulo. LAN permite que hasta ocho jugadores compitan entre sí, mientras que la opción de módem nulo está limitada a dos jugadores solamente.

## Desarrollo y lanzamiento
Boss Rally fue desarrollado por Boss Game Studios como un port para Microsoft Windows de su juego Top Gear Rally de Nintendo 64. Debido a que Kemco posee la licencia Top Gear y Boss posee el diseño del juego, el título del juego tuvo que cambiarse. El juego no estaba destinado a competir con juegos de carreras más elaborados del mercado de las computadoras, y la única mejora técnica con respecto a su contraparte de Nintendo 64 es una resolución más alta. Boss Rally también cuenta con tres coches más y una pista adicional. La banda sonora presenta música de una banda llamada Dragline. El juego fue publicado por SouthPeak Interactive y lanzado por primera vez en Norteamérica en abril de 1999. En el Reino Unido, "Boss Rally" se lanzó a finales de julio de 1999.

## Recepción
Boss Rally recibió críticas desfavorables según el sitio web de agregación de reseñas GameRankings. PC Zone describió el juego como genérico, indicando que no ofrece nada nuevo en comparación con Colin McRae Rally, mientras que GameSpot criticó la "inexistente" inteligencia artificial de oponentes controlados por computadora y la ausencia de soporte de Internet.